# Alexandria (Scozia)
Alexandria (Cathair Alastair in gaelico) è una città dell'area amministrativa scozzese del Dunbartonshire Occidentale, nel Regno Unito, situata sul fiume Leven), circa 6 km a nord-ovest di Dumbarton. Secondo le stime del 2004, Alexandria conta circa 13.480 abitanti.